# Mono (Ontario)
Mono to miejscowość (ang. town) w Kanadzie, w prowincji Ontario, w hrabstwie Dufferin.
Powierzchnia Mono to 277,77 km².
Według danych spisu powszechnego z roku 2001 Mono liczy 6922 mieszkańców (24,92 os./km²).